# Ferdinand Heckenroth
Ferdinand Heckenroth, né le 29 mai 1880 à Aix-en-Provence et mort le 20 octobre 1959 à Marseille, est un médecin et biologiste français.

## Origines
Ferdinand François Marie Heckenroth est né le 29 mai 1880 à Aix-en-Provence. Il est le fils de Charles Heckenroth, d'origine lorraine, architecte de la ville de Metz et capitaine des pompiers de cette ville. En 1871, à la suite de la guerre entre la Prusse et Napoléon III, et de l'annexion de la Lorraine par la Prusse, la famille, choisissant de rester en France, émigre à Aix-en-Provence. Ferdinand Heckenroth est le second fils d'une fratrie de cinq garçons, dont Jules Heckenroth, officier dans l'infanterie de Marine et Charles qui sera architecte de la ville d'Aix-en-Provence. En 1921, il épouse une jeune fille de famille marseillaise, Hélène Lieutier. De cette union naîtront cinq enfants: François, Denise, Suzanne, Agnès et Jacques.

## Études
Ferdinand Heckenroth obtient son baccalauréat à Aix-en-Provence en 1897. Il intègre l'École de Santé navale de Bordeaux en 1898, puis il soutient sa thèse de docteur en médecine le 26 novembre 1902, intitulée La prophylaxie de l'eau de boisson dans les colonies. De cette thèse, son successeur, le médecin François Blanc, dira qu'elle était « un sûr présage, comme une préface… aux grands travaux d'hygiène qu'il lui serait donné d'accomplir ». Ce premier travail le préparera à sa carrière militaro-médicale à l'Outre-Mer. 

## Carrière
Le 26 décembre 1902, il rejoint l'Afrique comme Médecin Aide-Major de 2e classe. Il y restera 24 ans. De 1903 à 1905, il devient Médecin Chef de l'ambulance de Zinder (Niger actuel et Tchad de l'époque), et participe à une reconnaissance militaire dans l'Azbin (massif de l'Aïr) au Niger. De 1906 à 1908, il réalise en Haute-Sangha (Congo) ses premiers travaux sur la maladie du sommeil où il effectue, en 1907, une grande campagne de vaccination antivariolique. Il travaille également à cette même époque en Oubangui-Chari, territoire français d'Afrique Centrale. De 1910 à 1913, il intègre l'Institut Pasteur de Brazzaville (Congo). A la veille de la Première Guerre mondiale, il accompagne un convoi de bagnards vers la Guyane. De 1914 à 1916, il entre au laboratoire de Bactériologie de Dakar (Sénégal) dont il devient directeur. De 1916 à 1917, il est mobilisé dans l'Armée d'Orient et sert à l'Hôpital de Flórina (Grèce). En 1918, Ferdinand Heckenroth intervient sur le front français en tant que médecin du 23e Régiment d'Infanterie Coloniale du Premier Corps d'Armée. De 1919 à 1925, il devient Inspecteur d'Hygiène mobile, Inspecteur des Services Sanitaires et Médicaux de la Circonscription de Dakar, il enseigne en tant que professeur à l'École de Médecine de Dakar. De 1926 à 1932, il est promu Médecin-Commandant et affecté à l'École d'Application des Troupes Coloniales du Pharo à Marseille, puis nommé en 1933 Professeur de Clinique des Maladies Tropicales à la Faculté de Médecine de Marseille. Il est promu Médecin Général en 1932. De 1934 à 1937, il est Directeur au Service de Santé de l'Afrique Orientale Française à Tananarive (Madagascar). De 1937 à 1941, Ferdinand Heckenroth intègre l'Inspection Générale de l'Hygiène et de la Santé Publique d'Indochine, à Hanoï et dans la petite ville de Tam Đảo où réside sa famille et intervient dans toute l'Indochine d'alors qui comprend le Vietnam, le Cambodge et le Laos actuels. Nommé Médecin Général Inspecteur des troupes coloniales en Indochine, il est promu Grand Officier de la Légion d'Honneur en 1938. En 1941, il obtient sa retraite militaire.
Il meurt à Marseille, rue Fargès, le 20 octobre 1959, malgré les soins constants de sa fille Agnès et de son gendre André Collier. L'épidémiologie, la prophylaxie des maladies infectieuses, ainsi que l'hygiène, ont été les préoccupations permanentes de la vie du grand médecin. Ferdinand Heckenroth aura mené une vie riche et accomplie en tant que médecin militaire et grand aventurier, toujours humble et profondément humain, grand serviteur de la Médecine, il restera fidèle toute son existence aux mots de Louis Pasteur qu'il admirait: « Guérir, quelquefois; soulager, toujours ».

## Travaux médicaux majeurs
Les principaux travaux de Ferdinand Heckenroth porteront sur l'étude clinique et épidémiologique du trypanosome africain, du paludisme et de la rage. Ferdinand Heckenroth a également rédigé des articles dans l'Encyclopédie Médico-Chirurgicale sur la fièvre jaune et l'amibe dysentérique.

## Sources et bibliographie
- Bulletin de la Société de Pathologie Exotique, nécrologie
- Marseille-revue municipale illustrée no 66- 1er trimestre 1967
- Thèse doctorat en Médecine: Ferdinand HECKENROTH (1880-1959) sa vie-son œuvre, Guy Collier, Marseille 1989
- Service des archives de l'Institut Pasteur
- Revue de la Médecine Tropicale, juillet 2005, no 3, vol. 65
- L'École du Pharo, cent ans de Médecine Outre-Mer 1905-2005,  E.Deroo, A.Champeaux, J.M. Milleliri, P. Quéginer,  éd. Lavauzelle 2005